# Kocel
Kocel původním jménem Gozil (833–876) (v historických pramenech známý též pod jmény Kocelj, Gozil, Chozil, Chezilo, Chezul) byl od července 861 knížetem Blatenského knížectví. Byl synem knížete Pribiny a jeho bavorské manželky neznámého jména.

## Život
Po smrti svého otce se roku 861 stal knížetem v Blatenském knížectví. Byl horlivým křesťanem, v jeho panství bylo na třicet kostelů, které podléhaly pravomoci salcburského arcibiskupa. Na rozdíl od svého otce Pribiny se Kocel nadchl pro slovanské písmo a slovanský kult, a proto přijal na svém sídle v Blatnohradě (Mosaburg/Mosapurc) v Panonii dva soluňské bratry Cyrila a Metoděje, kteří putovali v roce 867 z Moravy do Říma. Věrozvěstové založili v Blatnohradě církevní školu a Kocel jim svěřil na padesát žáků. Chtěl v Panonii založit samostatnou diecézi, proto si po Cyrilově smrti vyžádal zpět Metoděje, papež ho vyslal jako svého legáta, arcibiskupa panonského a moravského se sídlem v Sirmiu, dnešní Sremska Mitrovica v Srbsku. Jeho snahu zajistit knížectví samostatnost ukončila jeho smrt, v roce 876 padl v boji proti Charvátům (tj.proti Chorvatskému knížectví). Jeho část Panonie se poté stalo součástí velkomoravského knížete Svatopluka I.